# N-LN vízibusz (Velence)
A velencei N-LN vagy Notturno Laguna Nord jelzésű vízibusz a Fondamente Nove és Punta Sabbioni között közlekedik éjszaka a lagúna északi szigeteinek érintésével. A viszonylatot az ACTV üzemelteti.

## Története
Az N-LN járat 2004-ben indult, a régi 12-es és a 13-as vízibusz éjszakai járatainak összevonásával.
Az N-LN járat története:
| Időszak     | Járat- szám | Megállók |
| ----------- | ----------- | --- |
| 1978 – 1983 | 12          | Fondamente Nove – Murano (Faro) – Mazzorbo – Torcello – Burano – Treporti                                                                                                 |
| 1978 – 1983 | 13          | Fondamente Nove – Murano (Faro) – Vignole – Mazzorbo – San Erasmo |
| 1984 – 1992 | 12          | Fondamente Nove – Murano (Faro) – Mazzorbo – Torcello – Burano – Treporti                                                                                                 |
| 1984 – 1992 | 13          | Fondamente Nove – Murano (Faro) – Vignole – Mazzorbo – San Erasmo (Capannone) – San Erasmo (Chiesa) – San Erasmo (Punta Vela)                                             |
| 1993 – 1997 | 12          | Fondamente Nove – Murano (Faro) – Mazzorbo – Torcello – Burano – Treporti                                                                                                 |
| 1993 – 1997 | 13          | Fondamente Nove – Murano (Faro) – Vignole – Mazzorbo – San Erasmo (Capannone) – San Erasmo (Chiesa) – San Erasmo (Punta Vela) – Treporti                                  |
| 1998 – 2004 | 12          | Fondamente Nove – Murano (Faro) – Mazzorbo – Torcello – Burano – Treporti – Punta Sabbioni                                                                                |
| 1998 – 2004 | 13          | Fondamente Nove – Murano (Faro) – Vignole – Mazzorbo – San Erasmo (Capannone) – San Erasmo (Chiesa) – San Erasmo (Punta Vela) – Treporti                                  |
| 2004 – ma   | N-LN        | Fondamente Nove – Murano, Faro – Vignole – San Erasmo, Capannone – San Erasmo, Chiesa – San Erasmo, Punta Vela – Mazzorbo – Torcello – Burano – Treporti – Punta Sabbioni |

## Megállóhelyei
| sz. | idő (perc) | megállóhely neve       | sz. | idő (perc) | nappali átszállási kapcsolatok                                             | látnivalók                            |
| --- | ---------- | ---------------------- | --- | ---------- | -------------------------------------------------------------------------- | ------------------------------------- |
| 0   | 0          | Fondamente Nove        | 10  | 76         | 4.1, 4.2, 5.1, 5.2, 12, 13, 22, N-M, Alilaguna A, Alilaguna B, Alilaguna G | Gesuiti                               |
| 1   | 8          | Murano, Faro           | 9   | 68         | 3, 4.1, 4.2, 7, 12, 13, 18, N-M, Colombina                                 | Faro, Stazione Sperimentale del Vetro |
| 2   | 14         | Vignole                | 8   | 62         | 13                                                                         | Vignole                               |
| 3   | 20         | San Erasmo, Capannone  | 7   | 56         | 13                                                                         | San Erasmo                            |
| 4   | 30         | San Erasmo, Chiesa     | 6   | 46         | 13                                                                         | San Erasmo                            |
| 5   | 36         | San Erasmo, Punta Vela | 5   | 40         | 13                                                                         | San Erasmo                            |
| 6   | 43         | Mazzorbo               | 4   | 33         | 12                                                                         | Mazzorbo                              |
| 7   | 49         | Torcello               | 3   | 27         | 9, 12                                                                      | Torcello                              |
| 8   | 51         | Burano                 | 2   | 25         | 9, 12, 14                                                                  | Burano                                |
| 9   | 66         | Treporti               | 1   | 10         | 12, 13, 14                                                                 | Treporti                              |
| 10  | 76         | Punta Sabbioni         | 0   | 0          | 12, 14, 15, 17, 22, Alilaguna G                                            | Punta Sabbioni                        |

Megjegyzés: A fenti átszállási lehetőségek csak elméleti lehetőségek, hiszen az N-LN éjszakai járat, így gyakorlatilag nincs kapcsolata a nappali járatokkal.